# نینا فوخ
نینا فوچ (انگلیسی: Nina Foch؛ ۲۰ آوریل ۱۹۲۴ – ۵ دسامبر ۲۰۰۸) یک هنرپیشه اهل ایالات متحده آمریکا بود. وی بین سال‌های ۱۹۴۳ تا ۲۰۰۷ میلادی فعالیت می‌کرد.
از فیلم‌ها یا برنامه‌های تلویزیونی که وی در آن نقش داشته است می‌توان به اسپارتاکوس، ده فرمان، آسمان‌خراش، سکوت، تا تو بودی، سایه یک شک، این مهمونی منه، یک آمریکایی در پاریس ، نحوه برخورد، شکوه صبح و غیرقانونی اشاره کرد.